# Красниченко, Александр Васильевич
Александр Васильевич Красниченко (1904) — 1961) — конструктор сельскохозяйственного машиностроения.

## Биография
Родился в 1904 году в Ставропольской губернии.
С 16-летнего возраста работал токарем на заводе в Ростове. Окончил Донской политехнический институт (1929).
В 1929—1954 на заводе «Ростсельмаш»: конструктор, главный конструктор, главный инженер завода и начальник Специального конструкторского бюро.
В 1954 году назначен директором Всесоюзного научно-исследовательского института сельскохозяйственного машиностроения (ВИСХОМ).
Умер 3 июля 1961 года после тяжелой болезни.
Публикации
- Справочник конструктора сельскохозяйственных машин [Текст] : В 2 т. / Под ред. инж. А. В. Красниченко. — Москва : Машгиз, 1960—1961. — 2 т.; 22 см.
- Справочник конструктора сельскохозяйственных машин [Текст] : В 2 т. / Под ред. инж. А. В. Красниченко. — Москва : Машгиз, 1962—1964. — 3 т.; 22 см.
- Руководство по комбайну «Сталинец-6» [Текст] / И. И. Фомин, А. В. Красниченко. — 3-е изд., испр. — Москва : Сельхозгиз, 1956. — 218 с., 2 л. черт. : ил.; 27 см.
- Ръководство за комбайна «Сталинец-6» [Текст] : Превод от рус. 2-ро изд. / И. И. Фомин, А. В. Красниченко. — София : Земиздат, 1952. — 223 с., 1 л. ил. : ил.; 25 см.

## Признание
- Сталинская премия второй степени (1947) — за разработку конструкции зернового комбайна «Сталинец-6».